# مجزرة كراغوييفاتس

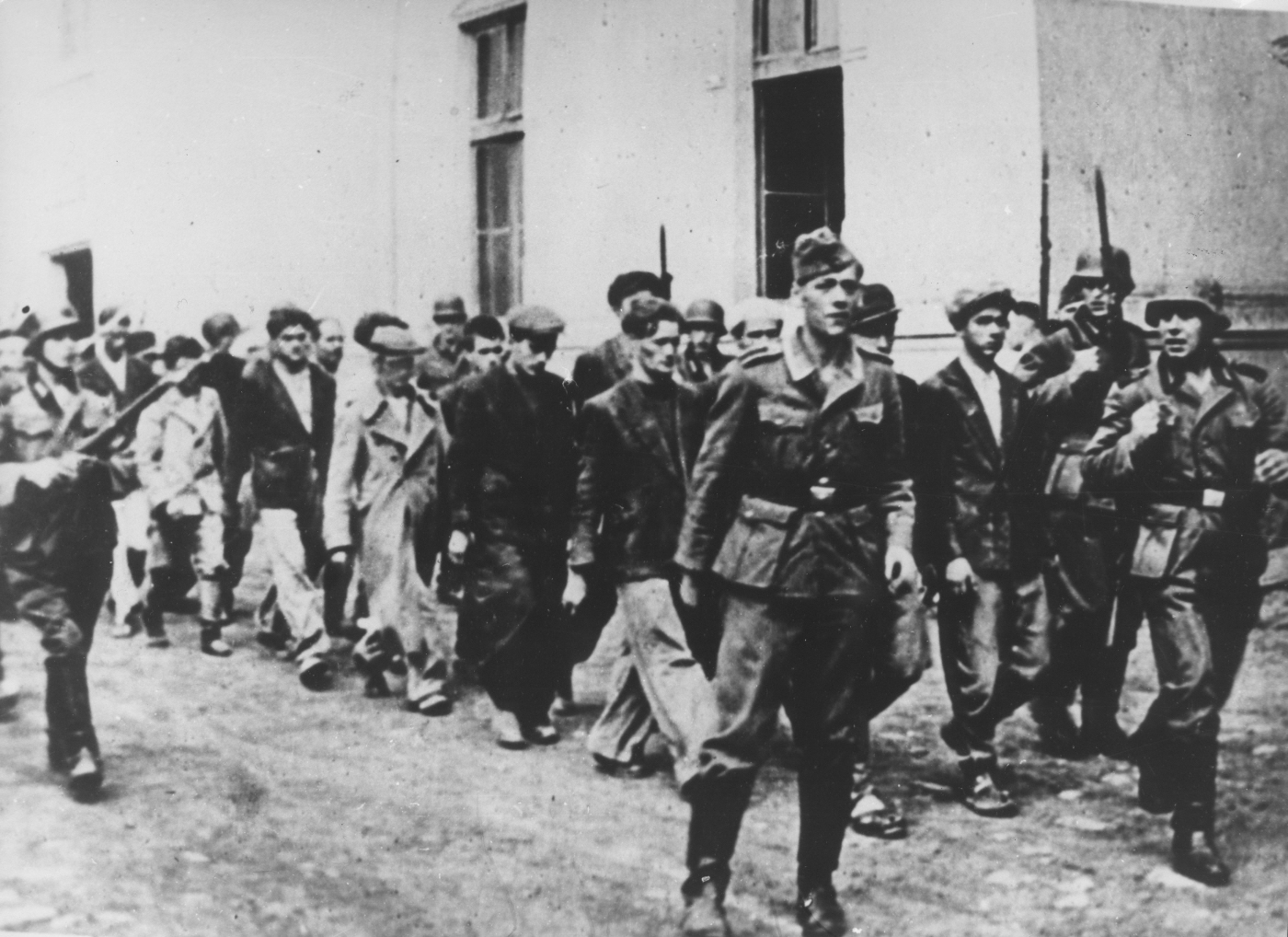
مجموعة من الألمان يرافقون أشخاصًا من كراغوييفاتس والمناطق المحيطة بها لتنفيذ حكم الإعدام عليهم.

مجزرة كراغوييفاتس (بالصربية:крагујевац Масакр والألمانية: Kragujevac Massaker) هي عملية تمّ فيها قتل رجال وشباب من مدينة كراغوييفاتس، صربيا، على أيدي جنود ألمانيا النازية في الفترة بين يومي 20–21 أكتوبر 1941. ولقد تمّ تجميع كافة الرجال من المدينة الذين تتراوح أعمارهم من ستة عشر عامًا إلى ستين من خلال القوات الألمانية وأفراد من فرقة المتطوعين الصربيين والحرس الحكومي الصربي بما في ذلك طلاب المدرسة الثانوية، حيث جرى اختيار الضحايا من بين هؤلاء الطلاب. وفي 29 أكتوبر 1941، أوضح فيليكس بنزلر، المفوض من وزارة الخارجية الألمانية بصربيا، أنه قام بإعدام 2300 شخصًا. وفي نفس الوقت، أفادت التحقيقات التالية التي أجرتها الحكومة اليوغوسلافية بعد الحرب عن إعدام ما بين 5000 إلى 7000 شخص، على الرغم من أن هذه الأرقام لم يثبت صحتها مطلقًا. ولاحقًا، اتفق الباحثون الصربيون والألمان على أن عدد الأشخاص الذين أعدموا يصل إلى 2778.

## الأسباب

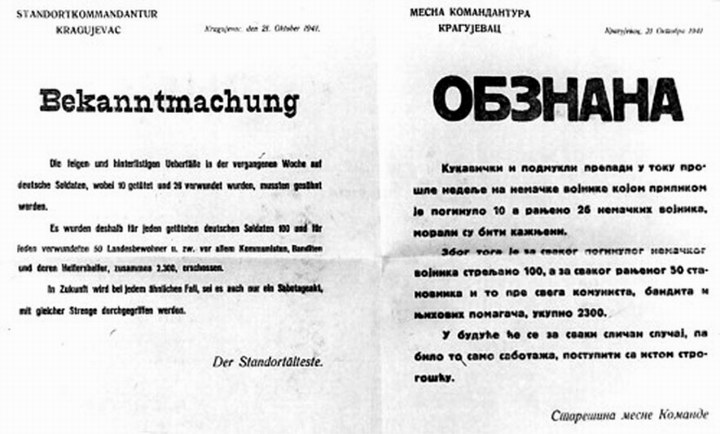
إشعار ألماني صادر بتاريخ 21 أكتوبر 1941:
إعلان
إن الهجمات الغادرة المفاجئة والجبانة التي استهدفت الجنود الألمان خلال الأسبوع الماضي، والتي أسفرت عن مقتل 10 من الجنود الألمان وجرح 26 آخرين، جريمة يتعين معاقبة مرتكبيها. ولهذا السبب، تم إطلاق النار على 100 شخص عن كل جندي ألماني قُتل، وإطلاق النار على 50 عن كل جريح، ويقصد بهؤلاء الأشخاص الشيوعيون وقطاع الطرق وأتباعهم، حيث وصل عددهم جميعًا إلى 2300 شخص. وسيتم التعامل مع كافة الحالات المماثلة، حتى وإن لم تسفر سوى عن التخريب، بنفس الشدة.
رئيس القيادة المحلية

أصدر المشير فيلهلم كايتل أمرًا بتاريخ 16 سبتمبر 1941، يجري تنفيذه على كافة أوروبا المحتلة، والذي يقضي بقتل 50 شيوعيًا عن كل جندي ألماني جريح وقتل 100 منهم عن كل جندي ألماني قتيل. حيث تعرض الجنود الألمان لهجوم في أوائل أكتوبر على أيدي البارتيزان الشيوعيين وكذا على أيدي أتباع حركة الشيتنيك بقيادة درازا ميهايلوفيتش بالقرب من غورنيي ميلانوفاتس، وكانت هذه المجزرة بمثابة انتقام مباشر عن الخسائر الألمانية في هذه المعركة.
أفاد تقرير ألماني أنه: «تم تنفيذ حالات الإعدام في كراغوييفاتس، على الرغم من أنه لم تكن هناك أي هجمات على أفراد من الجيش الألماني في هذه المدينة، بسبب عدم إمكانية العثور على رهائن كافين في أماكن أخرى.»

## الاعتقالات والمذبحة

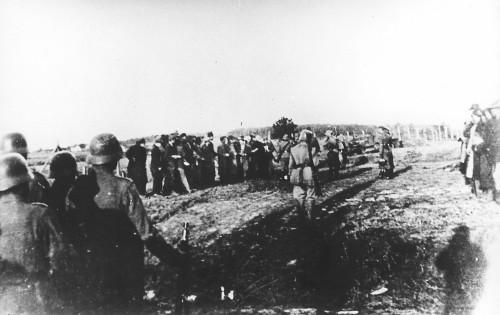
مجموعة من الألمان يقومون بعمليات اعتقال للمدنيين الصربيين في كراغوييفاتس في 21 أكتوبر 1941

في 18 أكتوبر 1941، تم إلقاء القبض على كافة الرجال اليهود في كراغوييفاتس، وبلغ عدد هذه المجموعة إلى جانب الشيوعيين المزعومين حوالي 70 رجلًا. وحيث إن هذا العدد لا يعد كافيًا لتلبية المعدل المطلوب، فعلى مدار الفترة من 18–21 أكتوبر، تم مداهمة المدينة بأكملها. وفي إطار هذه العملية، أُلقي القبض على نحو 10000 رجل مدني، تتراوح أعمارهم من 16–60 بواسطة القوات الألمانية، وأفراد من الكتيبة الخامسة التابعة لفرقة المتطوعين الصربيين بقيادة مريساف بيتروفيتش، والحرس الحكومي الصربي. وتم انتزاع جيل كامل من طلاب المدرسة الثانوية مباشرةً من فصولهم. وبدأت عمليات الإعدام في تمام الساعة السادسة مساءً من اليوم التالي. حيث تم إطلاق النار على مجموعات من الأشخاص مكونة من 400 فرد. وتواصلت عمليات إطلاق النار في اليوم التالي، بسرعة أقل. ولم يفرج عن السجناء المتبقين، ولكن تم احتجازهم كرهائن لممارسة المزيد من الأعمال الانتقامية. وفي 31 أكتوبر 1941، أرسل فرانز بوهم، القائد العام بصربيا، تقريرًا لـ والتر كونتز عن عمليات إطلاق النار التي وقعت في صربيا والذي ورد فيه: "إطلاق النار: على 405 رهائن في بلغراد (وصل المجموع الإجمالي في بلغراد الآن، 4750). 90 شيوعيًا في معسكر سباك. 2300 رهينٍ في كراغوييفاتس. 1700 رهينٍ في كرالييفو.”
أصدر كونتز توجيهًا في 19 مارس 1942 مفاده: «يتم تطبيق تدابير انتقامية أشد وبطريقة أحسم من ذي قبل وسيصبح من الضروري تطبيقها كذلك في وقت لاحق. لا لوجود عواطف كاذبة! فنفضل أن نقوم بقتل 50 مشتبهًا بهم عن أن يفقد جندي ألماني واحد حياته... فإذا لم نتمكن من العثور على الأشخاص الذين شاركوا بأي شكل من الأشكال في التمرد أو القبض عليهم، فعندها يمكن اعتبار التدابير الانتقامية ذات الطابع العام أمرًا مستحسنًا، على سبيل المثال، إطلاق النار بهدف القتل لجميع السكان الرجال من القرى القريبة، بمعدل نسبة محددة (على سبيل المثال، قتيل ألماني واحد في مقابل حياة 100 صربي، وجريح ألماني واحد في مقابل حياة 50 صربيًا).» وقد جرى محاكمة فرانز بوهم عن مذبحة كراغوييفاتس من بين جرائم الحرب الأخرى.

## عدد الضحايا
في عام 1947، في محاكمات نورنبرغ اللاحقة روى أنه تم إعدام 7000 مدني وفقًا للشاهد زيفوجين جوفانونفيتش. وذكر أحد التحقيقات التي تم إجراؤها في الستينيات أن عدد الضحايا هو 5000.
بالنسبة للبيانات المتعلقة بعدد الأشخاص الذين قتلوا في كراغوييفاتس، فغالبًا ما هي إلا نتاج انطباعات شخصية خلفتها هذه الجرائم على الأشخاص الذين عاصروا هذا الحادث، ولم ترقَ إلى كونها نتاج تحقيقات جادة. البيانات الواردة عن المصادر الألمانية: تفيد الإعلانات والتقارير الواردة عن القادة والأوامر الألمانية بإطلاق الرصاص على 2300 شخص. وفي تقارير الحرب الصادرة عن قوات البارتيزان والقوات الملكية، ورد ذكر إطلاق الرصاص على عدد من 5000 إلى 12000 شخص، بينما في وثائق حكومة المنفى بلندن، يتمثل الرقم الذي ورد ذكره على نحو متكرر في 6000 ضحية.
قضى رئيس الأمن بمحافظة الدانوب، دانيلو ميهالوفيتش، بضعة أيام في مدينة كراغوييفاتس بعد حادثة إطلاق النار واجتاحه وابل من المآسي، ولكن حيث إنه يفتقر إلى نظرة أكثر دقة، أخبر حكومة ميلان نيدك عن إطلاق النار على عدد من 7100 إلى 7300 شخص. ومع ذلك، تم إجراء أول بحث جدٌي حول عملية تنفيذ الجريمة التي تستهدف المحتلين وشمل البحث كذلك عددًا من الأشخاص الذين أطلق النار عليهم في كراغوييفاتس بعد عملية التحرير التي نفذتها لجنة المدينة التابعة للجنة صربيا الإقليمية المسؤولة عن تنفيذ الجرائم التي تستهدف المحتلين وأعوانهم. ووردت حصيلة عملهم في تقرير صدر بتاريخ 12 يوليو 1945 وتم فيه تسجيل عدد الأشخاص الذين تم إطلاق النار عليهم بـ 2324. وأوردت جمهورية يوغسلافيا الاشتراكية الديمقراطية هذا العدد، الذي أورده جهاز رسمي من أجهزة الدولة، ضمن لائحة الاتهام الخاصة بها لمجموعة من القادة الألمان قبل الشروع في محاكمات نورنبرغ، وأثناء محاكمة بلغراد للقادة الألمان وضباط آخرين رفيعي المستوى للمثول أمام محكمة عسكرية تابعة للجيش اليوغوسلافي الثالث عام 1947.
وفي عام 1953 عند إنشاء حديقة أكتوبر التذكارية بكراغوييفاتس والتي تضم «متحف 21 أكتوبر»، تواصلت إجراءات التحقيق في عملية إطلاق النار وجمع المواد الخاصة بالأشخاص الذين تم إطلاق النار عليهم. وتستمر هذه العملية حتى يومنا هذا. تشير نتائج هذا العمل إلى إطلاق النار على 2794 شخص (415 منهم من القرى و2379 من مدينة كراغوييفاتس؛ وليس من الواضح ما إذا تم إعدام كافة الأشخاص الـ 415 في شهر أكتوبر فقط أم على مدار الحرب) ونجا 61 في الفترة من 19–21 أكتوبر 1941.
واتفق العلماء الصربيون والألمان الآن على أن عدد القتلى وصل إلى 2778 قتيلًا.

## النصب التذكاري وإحياء ذكرى الحادث
في إطار إحياء ذكرى ضحايا هذه المذبحة، تم تحويل قرية سوماريس، التي وقع بها الحادث، إلى حديقة تذكارية. يتواجد العديد من الأنصاب التذكارية هناك: النصب التذكاري الخاص بالطلاب ومعلميهم الذين لقوا مصرعهم، والنصب التذكاري "V3"، والنصب التذكاري الخاص بالألم والتحدي، والنصب التذكاري «مائة مقابل واحد»، والنصب التذكاري المقاومة والحرية.
كتبت ديسناكا ماكسيموفيتش قصيدة حول المذبحة بعنوان «كرفافا باجكا» («الحكاية الملفقة الدموية»).
وكتب أحد شعراء الإنجليز، ريتشارد بيرينجارتون، كتابًا شعريًا، الفراشة الزرقاء، اعتمد في كتابته لهذا الكتاب على خبراته التي اكتسبها من زيارة المتحف التذكاري بسوماريس عام 1985 عندما استقرت فراشة زرقاء على يده عند مدخل المتحف. وفي عام 2007، كان عنوان قصيدة الكتاب مصحوبةً بموسيقى دينية في الحدث التذكاري الذي أقيم في الهواء الطلق احتفالًا بالضحايا في الذكرى السنوية للمذبحة.

### قائمة المصادر
- Cohen، Philip J. (1996). Serbia's Secret War: Propaganda and the Deceit of History. Texas A&M University Press. ISBN:0-89096-760-1. مؤرشف من الأصل في 2020-04-20.
- Lampe، John R. (2000). Yugoslavia As History: Twice There Was a Country. Cambridge University Press. ISBN:0-521-46705-5. مؤرشف من الأصل في 2012-10-12.
- Pavlowitch، Stevan K. (2008). Hitler's New Disorder: The Second World War in Yugoslavia. New York: Columbia University Press. ISBN:1-85065-895-1. مؤرشف من الأصل في 2020-04-20.
- Roberts، Walter R. (1973). Tito, Mihailović and the Allies 1941–1945. Rutgers University Press. مؤرشف من الأصل في 2016-05-06.
- Tomasevich، Jozo (1975). War and Revolution in Yugoslavia, 1941–1945: The Chetniks. San Francisco: Stanford University Press. ج. 1. ISBN:0-8047-0857-6. مؤرشف من الأصل في 2019-04-09.
- Tomasevich، Jozo (2001). War and Revolution in Yugoslavia, 1941–1945: Occupation and Collaboration. San Francisco: Stanford University Press. ج. 2. ISBN:0-8047-3615-4. مؤرشف من الأصل في 2020-03-03.

## وصلات خارجية
- 21 October Museum website
- “Case Studies in Serbian Historical Consciousness: The Kragujevac Massacre” by Sarah O'Keeffe
- Krvava srpska jesen 1941. godine (Bloody Spring in Serbia)
- Kragujevac Massacre (quotations overview)
- Book of poetry: The Blue Butterfly by Richard Berengarten